# Лада (річка)
52°22′28″ пн. ш. 20°12′05″ сх. д. / 52.3744464026° пн. ш. 20.2012825012° сх. д.
Ла́да (пол. Łada; у верхів'ї — Біла Лада)  — річка на сході Польщі, права притока Танви (поблизу с. Лазори). Довжина 56,5 кілометрів, площа басейну 507 км². Притока — Оса.

## Міста на річці
- Білґорай